# Mbule
Die Mbule-Sprache, auch Dumbule oder Mbola genannt, ist eine vom Aussterben bedrohte südliche bantoide Sprache, welche von nur noch wenigen Leuten in Zentralkamerun gesprochen wird. Sie gehört zur Untergruppe der Mbam-Sprachen.
Die Sprache wird noch im Dorf Mbola in der Süd-Bokita-Subdivision der Mbam-Division in der Region Zentralkamerun gesprochen. Im Jahre 2007 gab es nur noch 100 Sprecher des Mbule, davon sprachen alle noch mindestens eine weitere Sprache, da sie zumeist dazu übergehen, die Amtssprache Französisch zu sprechen.